# Хутомир
Хутоми́р — село в Україні, у Любешівській селищній громаді Камінь-Каширського району Волинської області. Населення становить 187 осіб.

## Населення
Згідно з переписом УРСР 1989 року чисельність наявного населення села становила 195 осіб, з яких 83 чоловіки та 112 жінок.
За переписом населення України 2001 року в селі мешкало 187 осіб.

### Мова
Розподіл населення за рідною мовою за даними перепису 2001 року:
| Мова       | Відсоток |
| ---------- | -------- |
| українська | 99,47 %  |
| російська  | 0,53 %   |